# Saint-Apollinaire (Hautes-Alpes)
Saint-Apollinaire település Franciaországban, Hautes-Alpes megyében. Lakosainak száma 204 fő (2022. január 1.). Saint-Apollinaire Prunières, Réallon és Savines-le-Lac községekkel határos.

## Népesség
A település népessége az elmúlt években az alábbi módon változott:
| Lakosok száma | 63   | 63   | 99   | 108  | 128  | 138  | 141  | 178  | 196  | 204  |
|               | 1968 | 1982 | 1990 | 2006 | 2013 | 2015 | 2017 | 2019 | 2020 | 2022 |